# Forsteronia spicata
Forsteronia spicata es una especie de bejuco perteneciente a la familia de las apocináceas. Es originaria de México hasta Venezuela y Cuba.

## Distribución y hábitat
Se distribuye por México, Belice, Costa Rica, El Salvador, Guatemala, Honduras, Panamá, Cuba, Colombia y Colombia. En Nicaragua es frecuente en bosques secos, en la zona del Pacífico en alturas de 15–700 metros. La floración se produce en may–ago, y fructifica en ago–ene.

## Descripción
Son bejucos leñosos o arbustos trepadores arqueados. Las hojas son elípticas a ligeramente ovadas u obovadas de 5–17 cm de largo y 3–9 cm de ancho, el ápice por lo general abruptamente acuminado, a veces obtuso o redondeado, base aguda a redondeada, menudamente pubérulas en el envés, con conspicuos tricomas axilares, con glándulas en la base del nervio principal. La inflorescencia muy angostamente paniculada y espiciforme; los sépalos ovados, de 3–4.5 mm de largo; el tubo de la corola 1.5–2 mm de largo, los lobos 3–4 mm de largo. Los folículos fusionados a todo lo largo, atenuados gradualmente hacia el ápice, de 12–20 cm de largo y 8–9 mm de ancho, glabros.

## Taxonomía
Forsteronia spicata fue descrita por (Jacq.) G.Mey. y publicado en Primitiae Florae Essequeboensis . . . 135. 1818.
Sinónimos
- Echites spicatus Jacq., Enum. Syst. Pl.: 13 (1760).
- Parsonsia spicata (Jacq.) R.Br. ex Steud., Nomencl. Bot., ed. 2, 2: 269 (1841).
- Thyrsanthus spicatus (Jacq.) Griseb., Mem. Amer. Acad. Arts, n.s., 8: 520 (1862).
- Echites ovalifolius Poir. in J.B.A.P.M.de Lamarck, Encycl., Suppl. 2: 535 (1812).
- Thyrsanthus corylifolius Griseb., Mem. Amer. Acad. Arts, n.s., 8: 519 (1862).
- Forsteronia corylifolia (Griseb.) Griseb., Cat. Pl. Cub.: 172 (1866).
- Aptotheca corylifolia (Griseb.) Miers, Apocyn. S. Amer.: 150 (1878).
- Forsteronia ovalifolia (Poir.) Miers, Apocyn. S. Amer.: 248 (1878).[1]